# Sierrathrissa leonensis
Sierrathrissa leonensis és una espècie de peix pertanyent a la família dels clupeids i l'única del gènere Sierrathrissa.

## Descripció
- Pot arribar a fer 3 cm de llargària màxima (normalment, en fa 2,3).
- 12-18 radis tous a l'aleta dorsal i 17-21 a l'anal.
- Dents petites.[4][5]

## Alimentació
Menja plàncton (sobretot, cladòcers).

## Depredadors
A Nigèria és depredat per Hydrocynus forskalii i la perca del Nil (Lates niloticus).

## Hàbitat
És un peix d'aigua dolça, pelàgic i de clima tropical (18°N-0°N) que viu entre 0-8 m de fondària.

## Distribució geogràfica
Es troba a Àfrica: Benín, el Camerun, la Costa d'Ivori, Gàmbia, Ghana, Guinea, Guinea Bissau, Libèria, Mali, el Níger, Nigèria, el Senegal, Sierra Leone i Togo.

## Observacions
És inofensiu per als humans.